# Denis Drăguș
Denis Drăguș, né le 6 juillet 1999 à Bucarest en Roumanie, est un footballeur international roumain qui joue au poste d'avant-centre à Eyüpspor, en prêt du Trabzonspor.
Son père, Mihai, était également footballeur.

## Biographie

### Viitorul Constanța (2017-2019)
Denis Drăguș passe par l'équipe réserve du Viitorul Constanța avant d'effectuer ses débuts avec l'équipe première dans le championnat roumain le 27 août 2017, lors d'une victoire à l'extérieur des siens (1-2) face au Condordia Chijana. Pour sa première saison, il se contente surtout de quelques entrées en jeu. Il inscrit son premier but en championnat le 6 août 2018, face au FC Voluntari (victoire 2-0 de son équipe).

### Standard de Liège (2019-2024)
Le 7 août 2019 Denis Drăguș rejoint la Belgique et le Standard de Liège, club avec qui il s'engage pour un contrat courant jusqu'en juin 2024.
Il joue son premier match pour le Standard le 1er septembre 2019, face au RSC Anderlecht. Il entre en jeu et son équipe s'incline par un but à zéro.
Très peu utilisé pour sa première saison au Standard, Denis Drăguș est prêté au FC Crotone pour un an en septembre 2020.
De retour au Standard à la fin de son prêt, Drăguș revient avec l'intention de s'imposer. Il inscrit un but le 8 août 2021 face au Royal Antwerp lors de la troisième journée de la saison 2021-2022 (défaite 2-5 du Standard) et se montre à nouveau décisif lors de la journée suivante, le 15 août, face au K Beerschot VA en délivrant une passe décisive sur le but de la victoire de João Klauss,.
Le 26 janvier 2023, Denis Drăguș est prêté jusqu'à la fin de la saison au Genoa CFC. Le club dispose d'une option d'achat sur le joueur mais ne l'active pas.
De retour au Standard le 30 juin 2023, il est le premier buteur du club en championnat face au Sporting Charleroi (1-1).
Le 13 septembre 2023, il est de nouveau prêté pour une saison au Gaziantep FK.

### Trabzonspor (depuis 2024)
Le 25 juillet 2024, il est transféré au Trabzonspor pour 2 millions d'euros.
Le 18 juillet 2025, il est prêté pour un an au Eyüpspor.

### En sélection nationale
Drăguș joue trois matchs avec l'équipe de Roumanie des moins de 19 ans, tous en 2018.
Il reçoit sa première sélection avec les espoirs le 15 novembre 2018, lors d'un match amical contre la Belgique (3-3). Il inscrit un but à cette occasion. Il en marque un second le 25 mars suivant, en amical contre le Danemark (victoire 0-1). Il ne participe toutefois pas au championnat d'Europe espoirs 2019 organisé en Italie, en raison d'une blessure au niveau du calcanéum.
Denis Drăguș honore sa première sélection avec l'équipe de Roumanie A le 10 septembre 2018, contre la Serbie. Il est titularisé au poste d'ailier gauche pour ce match qui se soldera par un partage (2-2). Il obtient sa deuxième sélection le 14 octobre de la même année, en étant positionné également dès le début de la partie comme ailier gauche, et à nouveau contre la Serbie (0-0).
Il est retenu dans la liste des 26 joueurs roumains du sélectionneur Edward Iordănescu pour participer à l'Euro 2024. Le 17 juin 2024, lors du premier match de poules face à l'Ukraine il inscrit le troisième but de la rencontre contribuant à la victoire des siens 3-0.

## Palmarès
Viitorul Constanța
- Vainqueur de la Coupe de Roumanie en 2019
- Vainqueur de la Supercoupe de Roumanie en 2019

 Trabzonspor
- Finaliste de la Coupe de Turquie en 2025